# 영강 (오호 십육국 서진)
영강(永康)은 중국 서진(西秦) 문소왕(文昭王)의 첫 번째 연호이다. 412년 8월에서 419년까지 7년 5개월 동안 사용하였다.
같은 시기에 사용된 다른 연호로는 동진(東晉)에서 사용한 의희(義熙 : 405년 ~ 418년), 원희(元熙 : 419년 ~ 420년), 후진(後秦)에서 사용한 홍시(弘始 : 399년 ~ 416년), 영화(永和 : 416년 ~ 417년), 북량(北凉)에서 사용한 영안(永安 : 401년 ~ 412년), 현시(玄始 : 412년 ~ 428년), 남량(南凉)에서 사용한 가평(嘉平 : 408년 ~ 414년), 서량(西凉)에서 사용한 건초(建初 : 405년 ~ 417년), 가흥(嘉興 : 417년 ~ 420년), 하(夏)에서 사용한 용승(龍昇 : 407년 ~ 413년), 봉상(鳳翔 : 413년 ~ 418년), 창무(昌武 : 418년 ~ 419년), 진흥(眞興 : 419년 ~ 425년), 북연(北燕)에서 사용한 태평(太平 : 409년 ~ 430년), 북위(北魏)에서 사용한 영흥(永興 : 409년 ~ 413년), 신서(神瑞 : 414년 ~ 416년), 태상(泰常 : 416년 ~ 423년)이 있다.

## 연대대조표
| 영강                | 원년                            | 2년                 | 3년             | 4년        | 5년                  | 6년                  | 7년                 | 8년                 |
| 서력                | 412년                           | 413년               | 414년           | 415년      | 416년                | 417년                | 418년               | 419년               |
| 육십간지 (六十干支) | 임자(壬子)                      | 계축(癸丑)          | 갑인(甲寅)      | 을묘(乙卯) | 병진(丙辰)           | 정사(丁巳)           | 무오(戊午)          | 기미(己未)          |
| 동진 (東晉)         | 의희(義熙) 8년                  | 9년                 | 10년            | 11년       | 12년                 | 13년                 | 14년                | 원희(元熙) 원년     |
| 후진 (後秦)         | 홍시(弘始) 14년                 | 15년                | 16년            | 17년       | 18년 영화(永和) 원년 | 2년                  | -                   | -                   |
| 북량 (北凉)         | 영안(永安) 12년 현시(玄始) 원년 | 2년                 | 3년             | 4년        | 5년                  | 6년                  | 7년                 | 8년                 |
| 남량 (南凉)         | 가평(嘉平) 5년                  | 6년                 | 7년             | -          | -                    | -                    | -                   | -                   |
| 서량 (西凉)         | 건초(建初) 8년                  | 9년                 | 10년            | 11년       | 12년                 | 13년 가흥(嘉興) 원년 | 2년                 | 3년                 |
| 하 (夏)             | 용승(龍昇) 6년                  | 7년 봉상(鳳翔) 원년 | 2년             | 3년        | 4년                  | 5년                  | 6년 창무(昌武) 원년 | 2년 진흥(眞興) 원년 |
| 북연 (北燕)         | 태평(太平) 4년                  | 5년                 | 6년             | 7년        | 8년                  | 9년                  | 10년                | 11년                |
| 북위 (北魏)         | 영흥(永興) 4년                  | 5년                 | 신서(神瑞) 원년 | 2년        | 3년 태상(泰常) 원년  | 2년                  | 3년                 | 4년                 |

## 같이 보기
- 다른 왕조의 같은 연호
  - 후한(後漢) 영강(167년)
  - 서진(西晉) 영강(300년 ~ 301년)
  - 후연(後燕) 영강(396년 ~ 398년)
- 중국의 연호

| 이전 연호 경시(更始) | 중국의 연호 서진(西秦) | 다음 연호 건홍(建弘) |